# Nuno Sequeira
Pour les articles homonymes, voir Sequeira.
Nuno Sequeira, de son nom complet Nuno Miguel Ribeiro Cruz Jerónimo Sequeira, est un footballeur portugais né le 19 août 1990 à Porto. Il évolue au poste d'arrière gauche avec le club du Pendikspor en Süper Lig turque.

## Biographie
Formé au Leixões SC, il évolue d'abord dans des clubs de deuxième et de troisième division portugaise comme le Leça FC et l'AD Fafe,.
Son transfert en 2013 au CD Nacional permet de lui faire découvrir la première division. Il passe quatre saisons au club, sa dernière étant marquée par la descente du club en deuxième division,.
Depuis 2017, il évolue au Sporting Braga,.

## Palmarès
Avec le Sporting Clube de Braga
- Coupe de la Ligue portugaise : vainqueur en 2020